# Barbe de trois jours

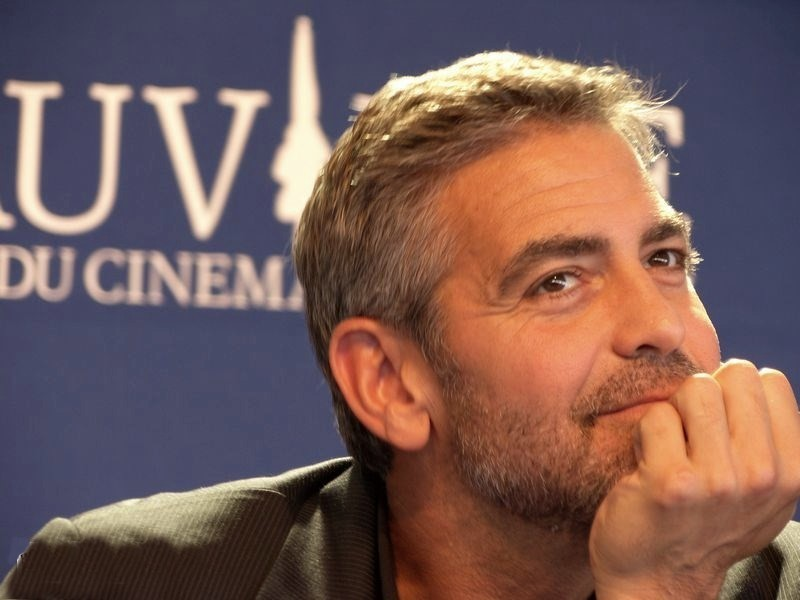
George Clooney en 2007.

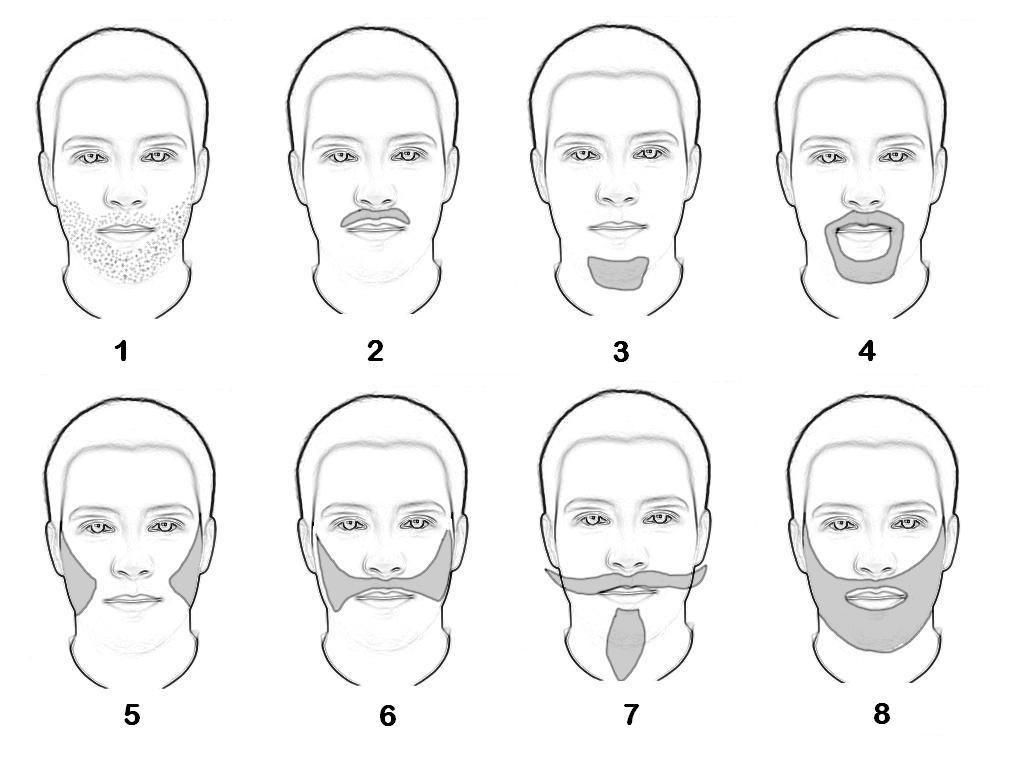
1 : la barbe de trois jours, 2 : la moustache, 3 : la barbiche, 4 : le bouc, 5 : les favoris, 6 : Souvarov, 7 : Impériale, 8 : Complète.

La barbe de trois jours apparait quelques jours après le rasage sur le visage d'un homme et désigne le stade où la barbe ne cache pas entièrement la peau.

## Personnalités adeptes de ce style

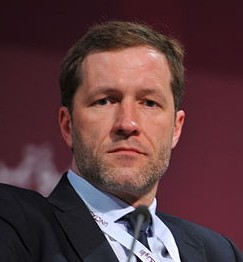
Paul Magnette en 2012.

Ce style est devenu populaire dans les années 1980 adopté notamment par le chanteur George Michael et l'acteur Don Johnson. Il a également fait un retour au début des années 2000 en raison de sa popularisation par David Beckham et George Clooney. L'homme politique belge Paul Magnette est également connu pour son look « play boy », « séducteur à la barbe de 3 jours ».
Il donne un effet faussement négligé, mais néanmoins opposé au style hipster.